# Otto Ender
Otto Ender, född 24 december 1875 i Altach, död 25 juni 1960 i Bregenz, var en österrikisk politiker. Ender var advokat och en av ledarna för det Kristligt-sociala partiet i Österrike, blev partichef i Vorarlberg 1915 och Landeshauptmann där 1918. Åren 1930–1931 var han Österrikes förbundskansler.